# Aphaenogaster mexicana
Aphaenogaster mexicana är en myrart som först beskrevs av Theodore Pergande 1896.  Aphaenogaster mexicana ingår i släktet Aphaenogaster och familjen myror. Inga underarter finns listade i Catalogue of Life.

## Bildgalleri

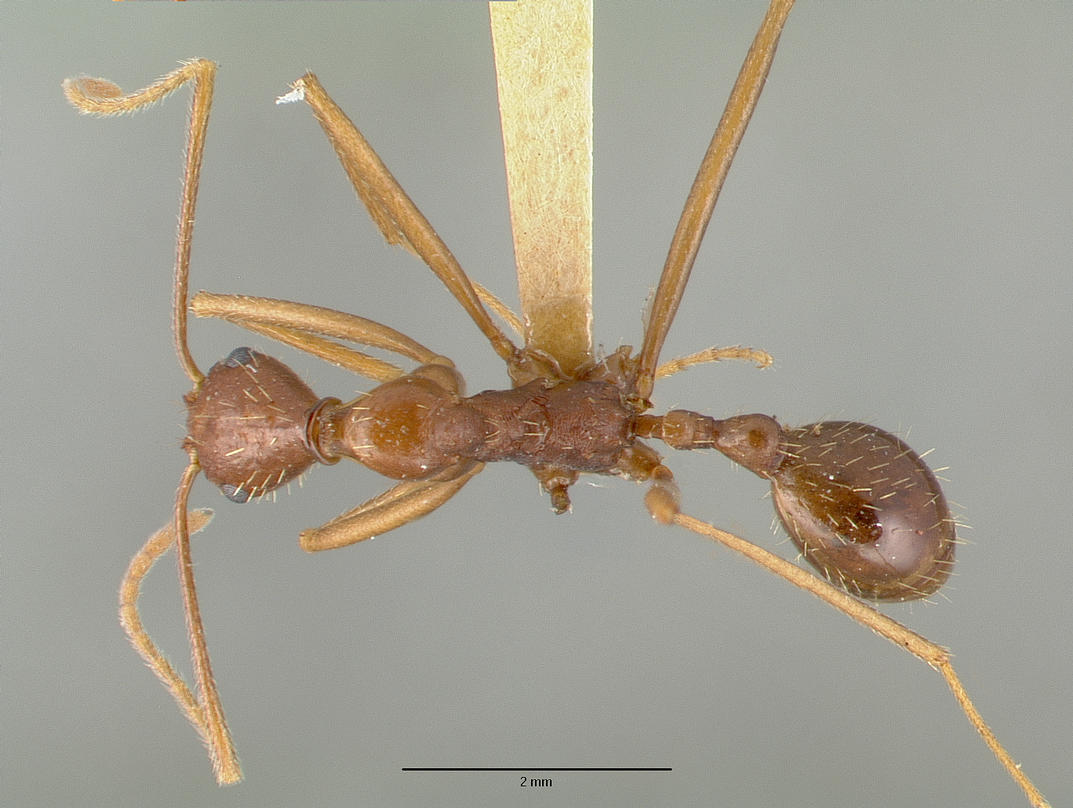
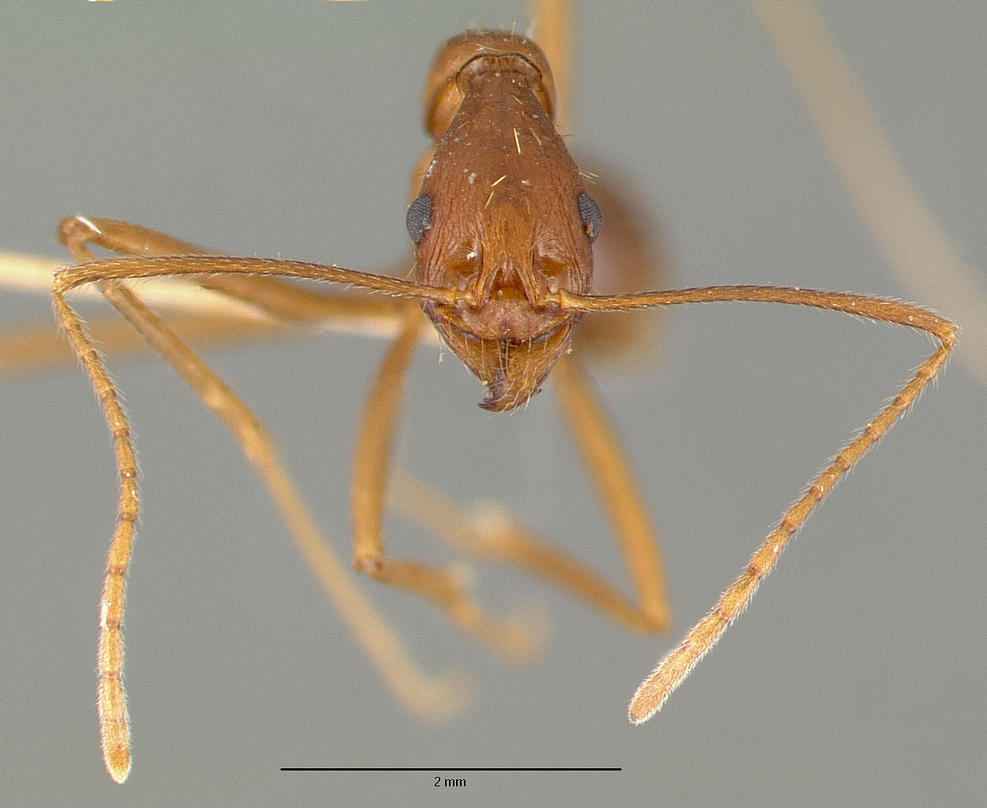
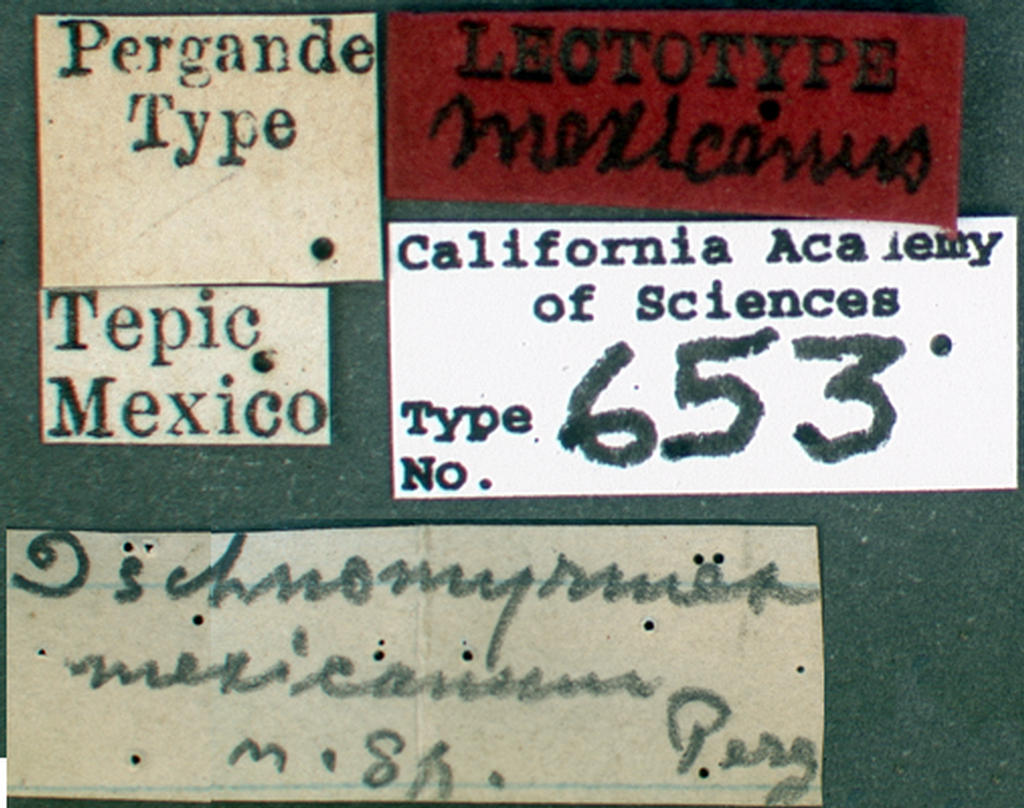
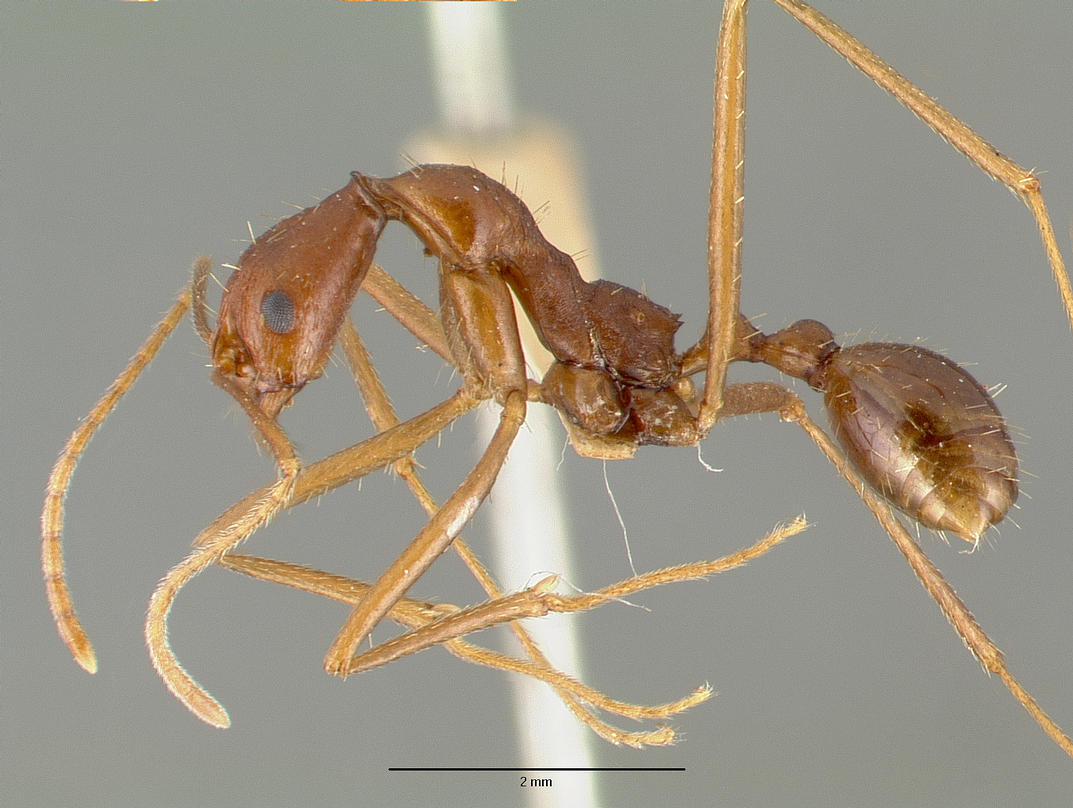